# دزیره بیورن
دزیره بیورن (انگلیسی: Désiré Beaurain; ۲ سپتامبر ۱۸۸۱ – ۲۴ اکتبر ۱۹۶۳) ورزشکار شمشیربازی اهل بلژیک بود.
وی در مسابقات کشوری و بین‌المللی در مجموع برندهٔ ۱ مدال نقره، ۱ مدال برنز شده‌است.